# 唐花紋

丸に花菱（日本の家紋）

唐花紋（からはなもん）は日本の家紋の一種。現在の定義では、花柄が五つの場合は「唐花（からはな）」、花が四つの場合は「花角（はなかく）」、更に「花角」を斜方形にした場合は「花菱（はなびし）」と言う。

## 概要
大陸起源の植物紋で、厳密な『唐花』という植物は存在せず、唐風の花の模様として現在に至るまで使用されている。一説では実在する大陸の花が伝承の折に簡略化されていったという説がある。日本では奈良時代以来見られ、正倉院の唐櫃や鏡箱に見られる。平安時代には和様化され現在に伝わる形状になった。有識文様として公家の調度品や衣装の文様、和家具の金具などの装飾にも用いられる。
唐花紋に分類される紋は種類が多数あり、亀甲や丸などの枠、「剣」や「蔓」などとの組み合わせたものや、先端を尖らせた「鬼」や曲線的に描く「むくみ」のように単数から複数を組み合わせるものがある。
他の家紋との組み合わせで唐花紋が内包されている模様もあり、木瓜紋や亀甲紋、七宝紋などに見られ、その場合は『唐花紋』としては扱わず、個々の文様として分類される。

## 使用家
藤原一族に名を連ねている上流公家の三條家をはじめ三条庶流の家々で使用されている（高松家 、花園家、風早家）。平氏由来の福江藩五島家など公家から武家まで使用されている。武田菱で知られる武田氏も、花菱を替紋として使用している。

## 図案

### 唐花（五つ花弁）

からはな 唐花
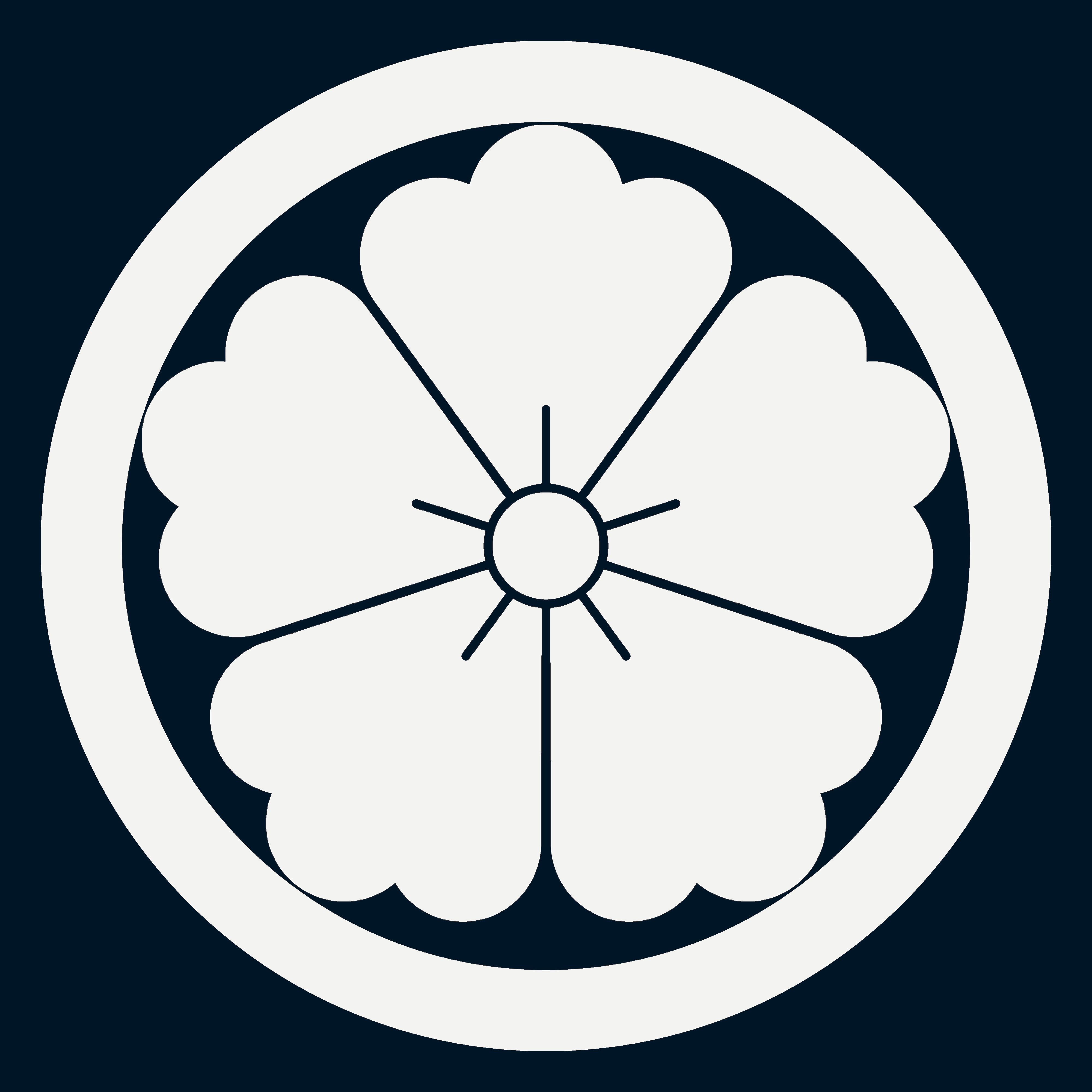
まるにからはな 丸に唐花

### 花角（四つ花弁）

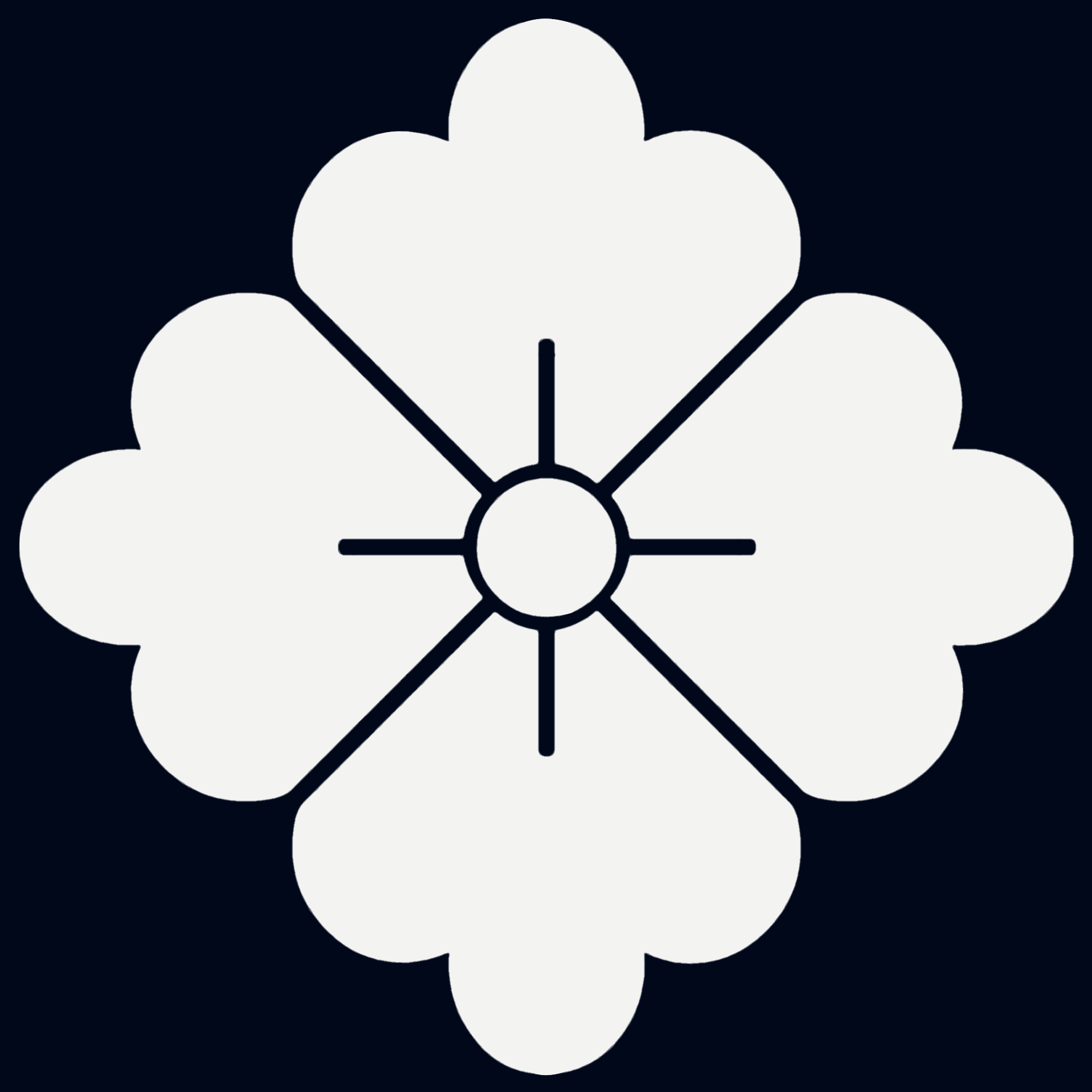
はなかく 花角
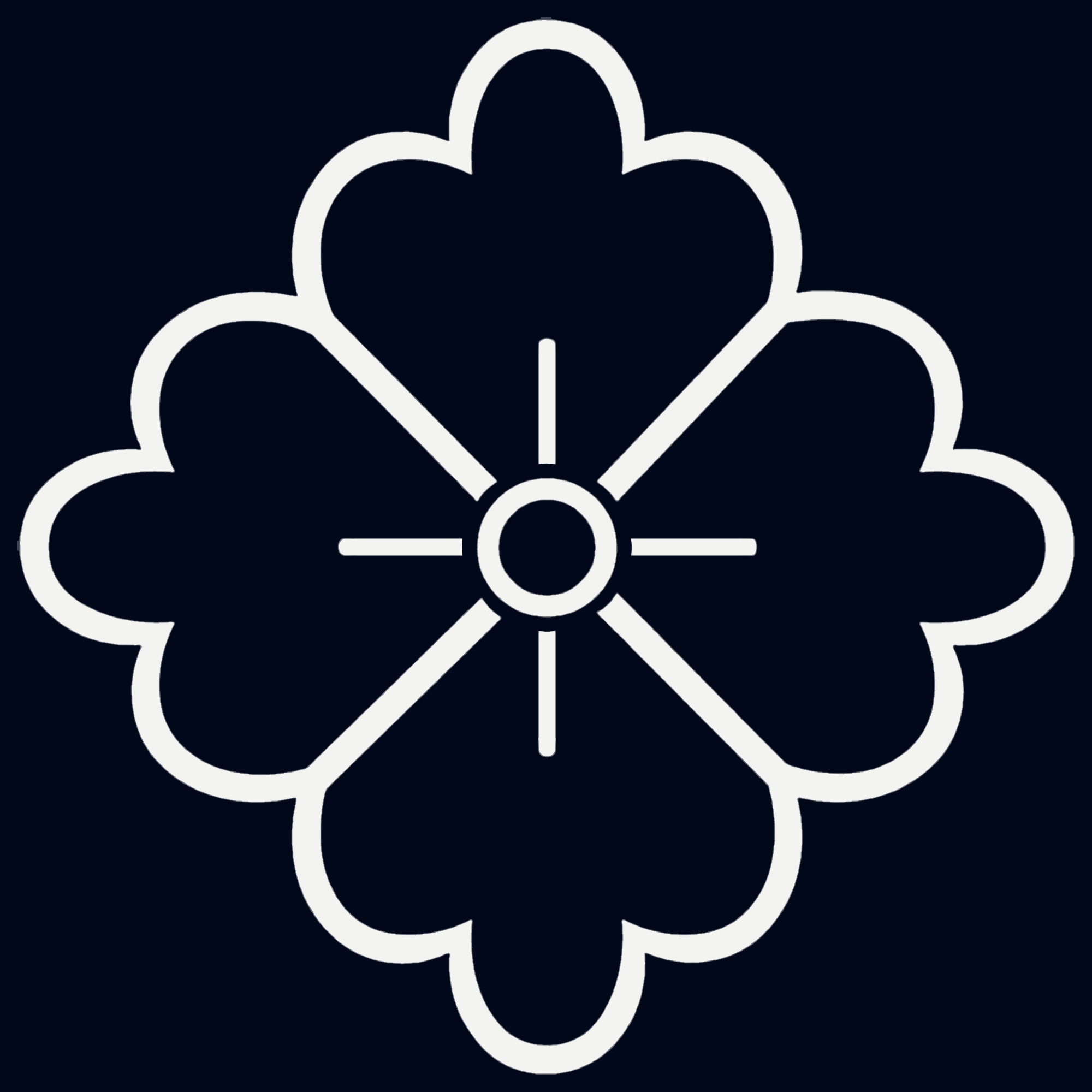
かげはなかく 陰花角
おにはなかく 鬼花角
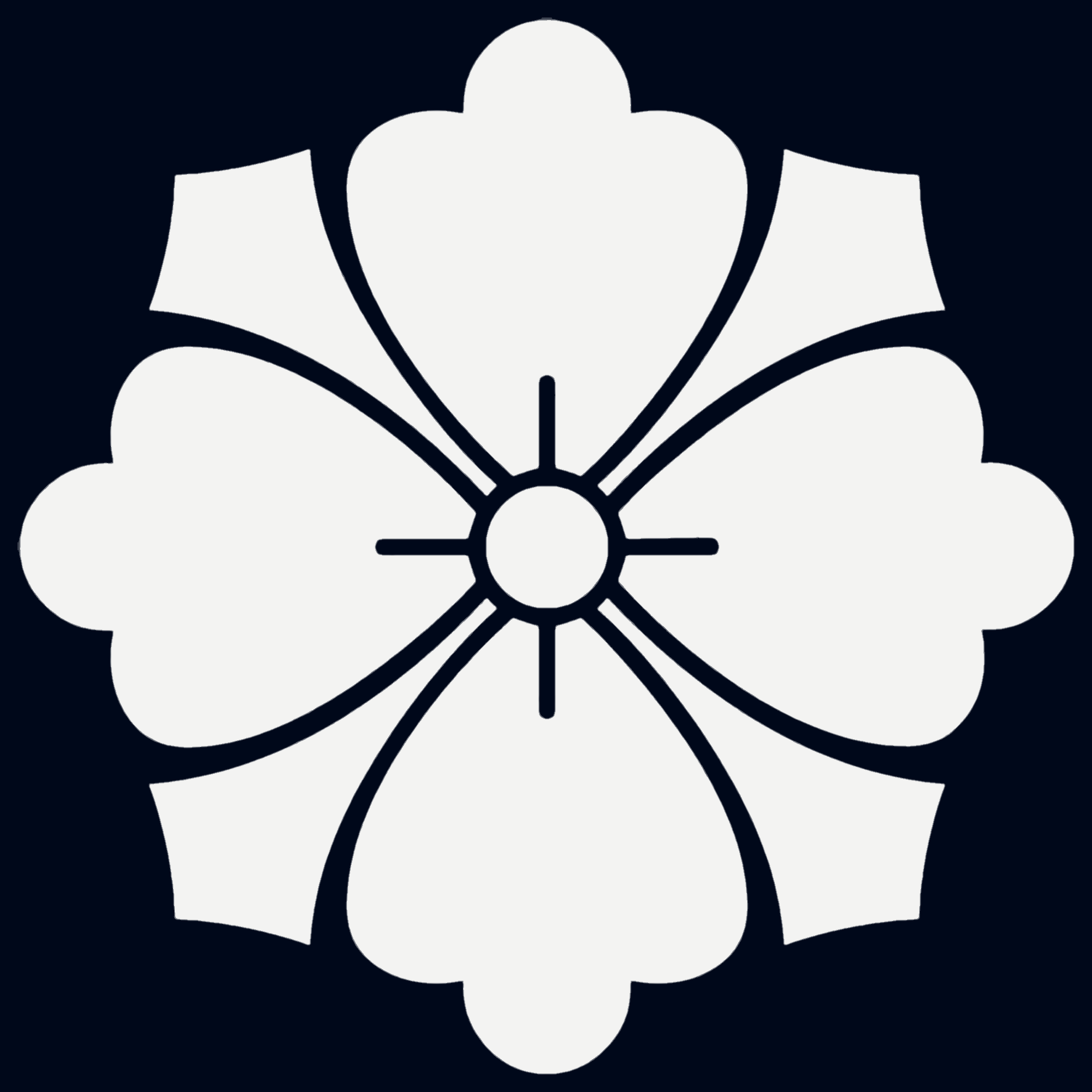
けんはなかく 剣花角
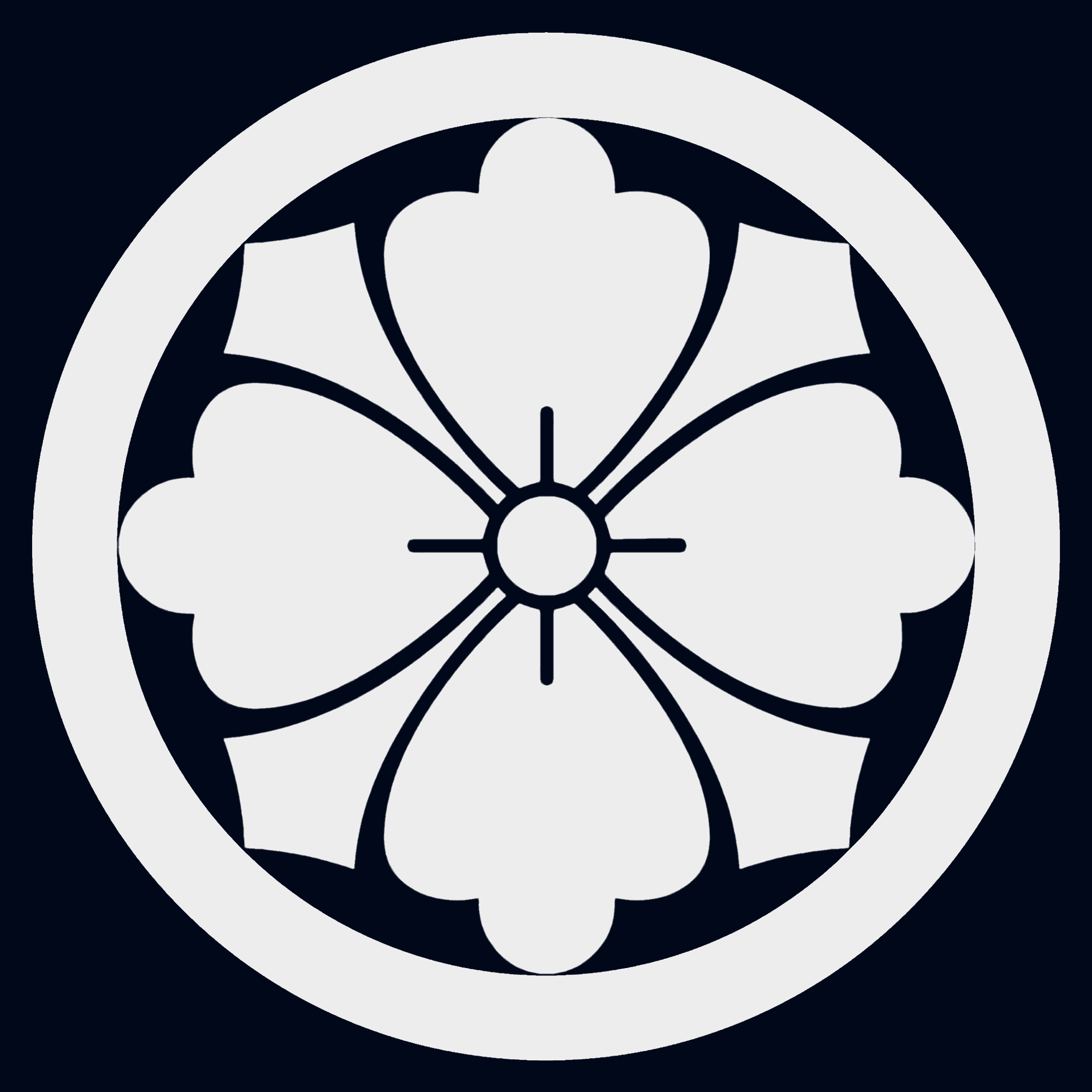
まるにけんはなかく 丸に剣花角
さんじょうはなかく 三条花角（三条家）
おりしきにはなかく 折敷に花角
しっぽうわちがいにはなかく 七宝輪違に花角
からはなこちょう 唐花胡蝶

### 花菱

からはなびし 花菱
まるにからはなびし 丸に花菱
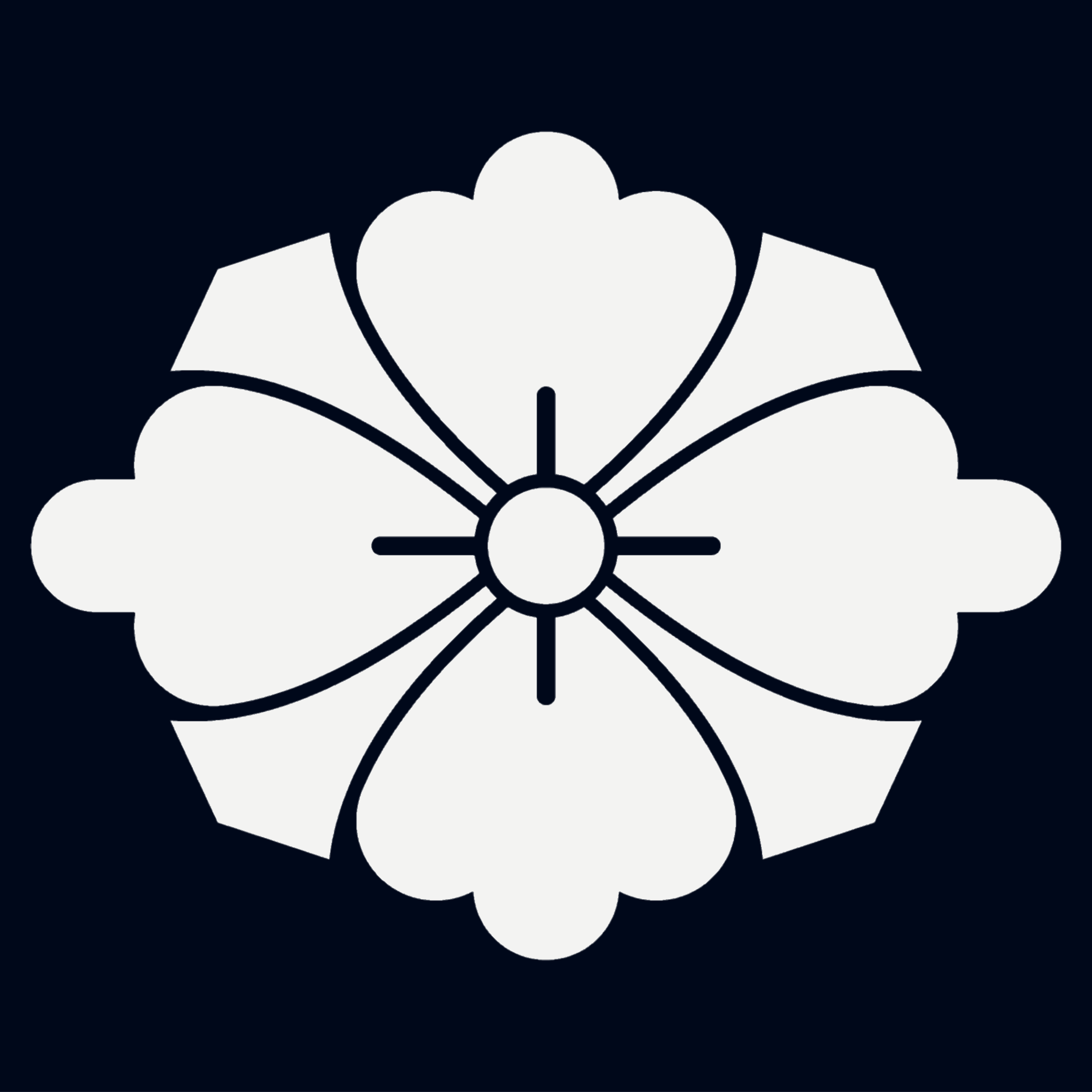
けんはなびし 剣花菱
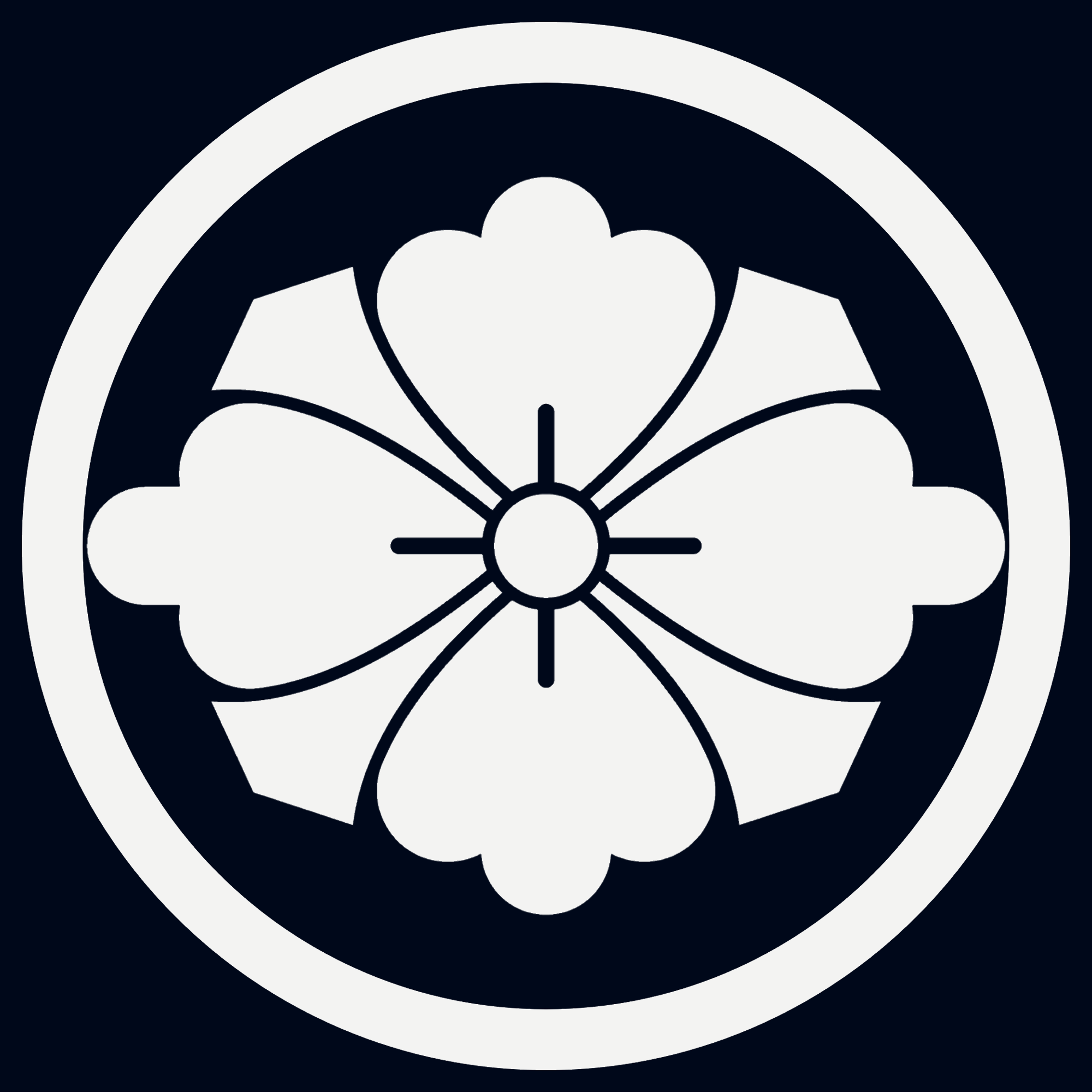
なかわにけんはなびし 中輪に剣花菱
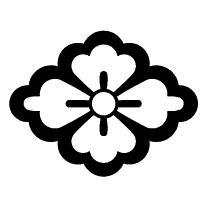
なかかげからはなびし 中陰唐花菱
よつからはなびし 四つ唐花菱